# 引っ掛け
引っ掛け（ひっかけ）とは、相撲の決まり手の一つである。突き押しの攻防の中で、相手の腕を両手で抱え、体を開いて相手を前に倒すか土俵の外に出す技。小手投げやとったりと違って腕を極めずに手繰りの要領で引き落とすように打つ技である。
2003年11月場所7日目、横綱武蔵丸が当時平幕の土佐ノ海にこの技で敗れ、その後に引退を表明したため、これが武蔵丸最後の相撲となった。なお、土佐ノ海は2000年7月場所2日目にも、武蔵丸にこの技で勝利している。
2017年11月場所9日目、十両の取組で誉富士が大奄美にこの技を決めている。
2019年9月場所12日目、幕内の取組で豊山が千代翔馬にこの技を決めている。
2020年9月場所5日目、幕内の取組で御嶽海が照強にこの技を決めている。
2022年3月場所5日目、幕内の取組で阿炎が隆の勝にこの技を決めている。